# 一年生植物
一年生植物（いちねんせいしょくぶつ）とは、種子から発芽して一年以内に生長して開花・結実して、種子を残して枯死する植物。普通は草木である。一年生草木・一年草・一年生作物・一年生ともいう。
狭義には、植物の本来の性質として一年以内に枯れるものを指す。園芸や農業においては、本来は多年生であるが栽培では越冬や越夏が難しい植物も「一年生」「園芸上は一年生」「一年草扱い」などと呼ぶことがある。
秋に発芽し越冬し翌年に枯れる一年生植物を、特に冬型一年草または越年草という。園芸や農業では冬型一年草を「二年生植物」と呼ぶことがあるが、これは本来の意味の二年生植物とは異なる。

## 適応的意味
植物はもともとは多年生であったものと思われる。現生の植物でもシダ植物には温帯におけるミズワラビのようなわずかな例外を除くと一年草はほとんど存在せず、裸子植物には皆無である。いわゆる草本という形態と共に、被子植物の段階より進化したものと思われる。これは、より変化の激しい気候の地域に生活するための適応と考えられる。裸地に出現するパイオニア的な草本も1年草が多い。
たとえば、砂漠のような年間にごく限られた期間のみ水が利用できるような環境では、ウェルウィッチアのように地下水脈まで根を下ろす、サボテンのように極度に乾燥に強い形態で耐えるというやり方もあるが、種子で休眠して過ごす方がはるかに簡単である。ただし、そのためには良好な条件の時期に短時間で成長、繁殖することが必要になる。本来は熱帯植物であるイネが日本では東北・北海道地方でも生育できるのも、種子状態での越冬ができる（人間が保管するものであるが）ためである。

## 一年生植物
身近な一年生植物の例をあげる。
- 本来の性質として一年生植物
  - アサガオ
  - カボチャ
  - トウモロコシ
  - ヒマワリ
- 本来の性質としては多年生植物であるもの
  - 日本では越冬が困難なもの（沖縄など温暖な地域やハウス栽培では越冬できることがある）
    - トマト
    - トウガラシ
    - イネ（条件次第で越冬する場合もあるが、2年目は収穫には使用しない。）
    - コリウス
    - ニチニチソウ
    - ペチュニア、カリブラコア
    - ランタナ（晩秋に根元付近まで切り戻して人為的に宿根させると越冬できることがある）

  - 日本では越夏が困難なもの（高地などでは越夏することもある）
    - ヒナギク
    - パンジー
    - キンギョソウ（越夏させると古い茎は木質化し亜灌木になる）
    - デルフィニウム

## 冬型一年生植物
- アブラナ
- ヒメジョオン
- ハハコグサ